# Powiat Stollberg
Powiat Stollberg (niem. Landkreis Stollberg) – były powiat w rejencji Chemnitz, w niemieckim kraju związkowym Saksonia.
Wraz z powiatami Annaberg, Aue-Schwarzenberg i Mittlerer Erzgebirgskreis utworzył 1 sierpnia 2008 Erzgebirgskreis. Stolicą powiatu Stollberg był Stollberg/Erzgeb.

## Miasta i gminy
(Ludność z 31 grudnia 2006)
| Miasta 1. Lugau/Erzgeb. (7.518) 2. Oelsnitz/Erzgeb. (12.479) 3. Stollberg/Erzgeb. (12.391) 4. Thalheim/Erzgeb. (7.344) 5. Zwönitz (11.623) Wspólnoty administracyjne 1. Wspólnota administracyjna Auerbach-Burkhardtsdorf-Gornsdorf; gminy Auerbach, Burkhardtsdorf i Gornsdorf 2. Wspólnota administracyjna Lugau (Erzgebirge); gminy Erlbach-Kirchberg, Lugau/Erzgeb. i Niederwürschnitz 3. Wspólnota administracyjna Stollberg (Erzgebirge); gmina Niederdorf i Stollberg/Erzgeb. 4. Wspólnota administracyjna Zwönitz-Hormersdorf; gmina Zwönitz i Hormersdorf | Gminy 1. Auerbach (2.897) 2. Burkhardtsdorf (6.824) 3. Erlbach-Kirchberg (1.809) 4. Gornsdorf (2.238) 5. Hohndorf (3.953) 6. Hormersdorf (1.605) 7. Jahnsdorf/Erzgeb. (5.963) 8. Neukirchen/Erzgeb. (7.295) 9. Niederdorf (1.352) 10. Niederwürschnitz (2.968) |